# Maxie Barthley
Geiner Maxie Barthley Graham (Limón, 9 de noviembre de 1987) es un futbolista costarricense que juega como defensa en Limón FC de la Primera División de Costa Rica.

## Clubes
| Club     | País       | Año             |
| -------- | ---------- | --------------- |
| Limón FC | Costa Rica | 2012 - Retirado |